# Chrysosoma gracile
Chrysosoma gracile är en tvåvingeart som beskrevs av Vanschuytbroeck 1959. Chrysosoma gracile ingår i släktet Chrysosoma och familjen styltflugor.
Artens utbredningsområde är Kongo. Inga underarter finns listade i Catalogue of Life.